# Mohammed Al-Ghassani
Mohammed Saleh Abdullah Al-Ghassani (arab. ياسين خليل عبدالله الشيادي; ur. 1 kwietnia 1985 w As-Suwajk) – omański piłkarz grający na pozycji napastnika. Od 2016 jest zawodnikiem klubu Saham Club.

## Kariera piłkarska
Swoją karierę piłkarską Al-Ghassani rozpoczął w klubie Suwaiq Club, w którym w 2005 roku zadebiutował w pierwszej lidze omańskiej. W sezonie 2008/2009 grał w Al-Nahda, z którym wywalczył mistrzostwo Omanu. W latach 2009–2011 występował w Saham Club, a w sezonie 2011/2012 w Al-Mussanah Club. W 2012 roku wrócił do Suwaiq Club i w sezonie 2012/2013 sięgnął z nim po dublet - mistrzostwo i Puchar Omanu. W sezonie 2014/2015 występował w Al-Shabab Seeb, a w sezonie 2015/2016 w Al-Mussanah Club. W 2016 wrócił do Saham Club.

## Kariera reprezentacyjna
W reprezentacji Omanu Al-Ghassani zadebiutował 1 lipca 2007 w zremisowanym 1:1 towarzyskim meczu z Arabią Saudyjską. W 2007 roku został powołany do kadry na Puchar Azji 2007, a w 2019 na Puchar Azji 2019.